# 1613
1613 (MDCXIII) a fost un an comun al calendarului gregorian, care a început într-o zi de marți.

## Evenimente
- A început Dinastia Romanov, a doua și ultima dinastie imperială a Rusiei, succedând Dinastia Rurik (1613-1917).
- A început domnia lui Gabriel Bethlen (Bethlen Gábor) în Transilvania (1613-1629).

## Nașteri
- 31 mai: Johann Georg al II-lea, Elector de Saxonia (d. 1680)

## Decese
- 8 septembrie: Gesualdo da Venosa  (n. 1566)
- 6 decembrie: Anton Praetorius  (n. 1560)
- 27 martie: Sigismund Báthory  (n. 1572)
- 27 octombrie: Gabriel Báthory  (n. 1589)
- dată necunoscută: Vitsentzos Kornaros scriitor grec (n. 1553)
- 16 februarie: Mikalojus Daukša  (n. 1527)
- 2 iulie: Bartholomaeus Pitiscus  (n. 1561)
- 27 ianuarie: Anna de Saxonia (1567–1613)  (n. 1567)